# Brotherhood (álbum de The Chemical Brothers)
Brotherhood es un álbum recopilatorio del duo inglés de big beat The Chemical Brothers, lanzado el 2 de septiembre de 2008. Es la segunda recopilación abarcando los golpes más grandes de la banda, después de Singles 93–03 en 2003. El primer disco presenta trece sencillos y dos pistas nuevas, "Midnight Madness" y "Keep My Composure" (con el grupo de rap Spank Rock), mientras el segundo CD contiene las diez partes de los "Electronic Battle Weapon", el cual el duo grabado desde 1996.
Brotherhood estuvo precedida por "Midnight Madness", versión acortada de "Electronic Battle Weapon 10", lanzado el 18 de agosto de 2008, y promovido por la serie de conciertos en julio y agosto de 2008, durante un número de países europeos. El solo estuvo promovido por usuario-contenido generado a través de Google Earth. los seguidores estuvieron desafiados para producir y subir un vídeo corto, de 2 a 20 segundos, o una fotografía basada en la canción que devendría parte de su vídeo de música, para ser editado por los productores Nexus.

## Lista de canciones

### Disco uno
| N.º | Título                                                      | Duración |  |
| 1.  | «Galvanize (con Q-Tip) (Radio Edit)» (de Push the Button)   | 4:29     |  |
| 2.  | «Hey Boy Hey Girl» (de Surrender)                           | 4:49     |  |
| 3.  | «Block Rockin' Beats» (de Dig Your Own Hole)                | 5:00     |  |
| 4.  | «Do It Again (Edit) (con Ali Love)» (de We Are the Night)   | 3:41     |  |
| 5.  | «Believe (Edit) (con Kele Okereke)» (de Push the Button)    | 6:07     |  |
| 6.  | «Star Guitar» (de Come with Us)                             | 6:10     |  |
| 7.  | «Let Forever Be (con Noel Gallagher)» (de Surrender)        | 3:56     |  |
| 8.  | «Leave Home» (de Exit Planet Dust)                          | 5:07     |  |
| 9.  | «Keep My Composure (con Spank Rock)»                        | 5:43     |  |
| 10. | «Saturate» (de We Are the Night)                            | 4:48     |  |
| 11. | «Out of Control (con Bernard Sumner)» (de Surrender)        | 7:21     |  |
| 12. | «Midnight Madness»                                          | 3:35     |  |
| 13. | «The Golden Path (con The Flaming Lips)» (de Singles 93–03) | 4:47     |  |
| 14. | «Setting Sun (con Noel Gallagher)» (de Dig Your Own Hole)   | 4:00     |  |
| 15. | «Chemical Beats» (de Exit Planet Dust)                      | 4:02     |  |

### Disco dos
| N.º | Título                                                                              | Duración |  |
| 1.  | «Electronic Battle Weapon 1» (versión de "It Doesn't Matter" de Dig Your Own Hole)  | 6:39     |  |
| 2.  | «Electronic Battle Weapon 2» (versión de "Don't Stop the Rock"de Dig Your Own Hole) | 7:17     |  |
| 3.  | «Electronic Battle Weapon 3» (remix de "Under the Influence" de Surrender)          | 5:08     |  |
| 4.  | «Electronic Battle Weapon 4» ("Freak of the Week", del sencillo "Music:Response")   | 6:06     |  |
| 5.  | «Electronic Battle Weapon 5» (versión de "It Began in Afrika" de Come with Us)      | 8:40     |  |
| 6.  | «Electronic Battle Weapon 6» (remix de "Hoops" de Come with Us)                     | 9:05     |  |
| 7.  | «Electronic Battle Weapon 7» ("Acid Children", del sencillo "Galvanize")            | 7:27     |  |
| 8.  | «Electronic Battle Weapon 8» (versión de "Saturate" de We Are the Night)            | 6:31     |  |
| 9.  | «Electronic Battle Weapon 9»                                                        | 6:41     |  |
| 10. | «Electronic Battle Weapon 10» (versión de "Midnight Madness")                       | 8:15     |  |

## Sencillos
"Electronic Battle Weapon 10" se lanzó el 11 de junio de 2008 y "Midnight Madness" fue lanzado el 4 de agosto de 2008, logrando llegar al número 80 en la lista de sencillos de Reino Unido.